# 達科他領地

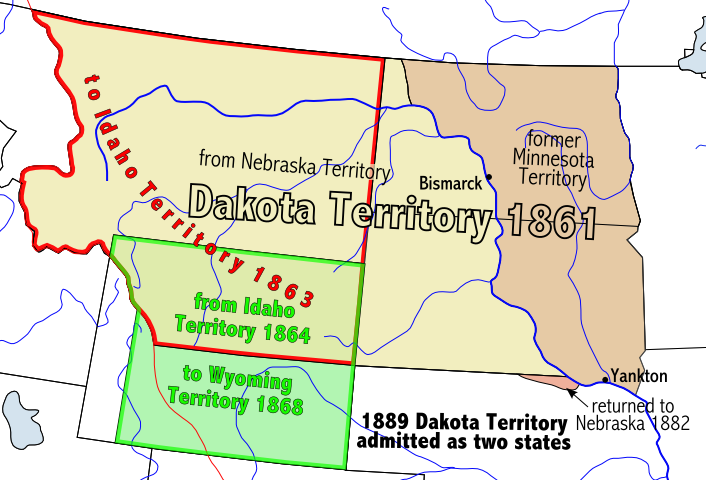
達科他領地

達科他領地（英語：Dakota Territory）是美國歷史上的一個合併建制領土，存在於1861年3月2日至1889年11月2日之間.達科他領地由明尼蘇達領地和內布拉斯加領地的部分領土構成，範圍包括現在的南達科他州、北達科他州全境以及蒙大拿州和懷俄明州的部分地區。1868年之後，達科他領地的範圍大致等於現在的南達科他州和北達科他州。